# 451
Năm 451 là một năm trong lịch Julius.